# 常書鴻
常書鴻（じょうしょこう、1904年4月6日 - 1994年6月23日）は、中華民国、中華人民共和国の画家。シルクロードの要衝であった敦煌の石窟（莫高窟）の保護と研究に尽力し「敦煌学」の発展に大きく寄与した。敦煌文物研究所の名誉院長。「敦煌の守り人」「敦煌の守護神」ともいわれる。夫人の李承仙（-2003年）、次男の常嘉煌（1950年-）も画家。

## 生涯
略年譜
- 1904年 中国・浙江省杭県（現在の杭州市）に生まれる。5人兄弟の次男。
- 1923年 浙江省立甲種工業学校染織科を卒業。
- 1927年 フランスに留学。油絵を学ぶ。
- 1935年 パリで個展を開く。年末、セーヌ河畔の古書市で『敦煌図録』を見つけ、敦煌に注目し始める。
- 1936年 中国に帰国。中華民国教育部部長から要請を受け、国立北平芸術専科学校教授に就任。
- 1939年 複数の学校が合併してできた国立芸術専科学校が雲南省昆明市に移転。移転の際に日本軍機の爆撃にあい、全財産を消失。
- 1940年 昆明で「常書鴻油絵展」を開催。秋、国立芸専を離れ重慶市に。教育部が設置した美術教育委員会の常任委員兼秘書に任じられる。
- 1942年 国立敦煌芸術研究所準備委員会が発足し、副主任委員になる。甘粛省蘭州市へ移る。
- 1944年 国立敦煌芸術研究所が開設。所長となる。莫高窟の保護作業を開始。壁画の模写を始める。
- 1947年 李承仙と結婚。（前妻の陳芝秀とは1945年に離婚）
- 1951年 敦煌芸術研究所が「敦煌文物研究所」と改称され、所長に。敦煌文物展覧会を北京で開催、周恩来総理の視察に付き添う。
- 1958年 「敦煌芸術展」を日本の東京、京都で開催。
- 1966年 蘭州で文化大革命期間を過ごす。1972年まで批判対象とされた。
- 1976年 敦煌にて、日本の西園寺公一夫妻を迎える。
- 1977年 『敦煌の風鈴――36年の敦煌の変遷を語る』を著す。スイスのヤン・ミダールとの交換文『敦煌石窟と敦煌学』を脱稿。
- 1978年 第5回全国人民代表大会代表に当選。10月、敦煌文物研究所所長の職務に復帰。
- 1979年 全国美術家協会理事、中国考古学会理事、壁画学会理事、全国文学芸術家代表大会理事などに就任。中央電視台と日本のNHKが撮影した『シルクロード』に参画。日本の同朋舎から『敦煌の芸術』が出版される。
- 1981年 日本の学習研究社から『敦煌の風鐸』が、一枚絵社から『常書鴻画集』が出版される。
- 1982年 国家文物局顧問、敦煌文物研究所名誉所長に。
- 1983年 母校・浙江大学に大型油絵『チョモランマ峰に登る』を贈る。日本の東京芸術大学の要請に応じて訪日し、講演。奈良、倉敷、仙台、青森、北海道を見学する。中国の全国政協委員に就任。
- 1984年 日本のサイマル出版会が『私と敦煌』を出版。
- 1985年 日本の名勝を観光。敦煌文物研究所が敦煌研究院と改名、名誉院長となる。
- 1986年 日本の奈良・法隆寺の招待を受けて見学に訪れる。
- 1988年 奈良・法隆寺に襖絵『シルクロードの飛天』を贈る。襖絵落成の法要に参加。NHKが常書鴻を紹介する番組『シルクロードから来た飛天』を放映。
- 1990年 訪日し富士美術館が開催した「常書鴻、常嘉煌父子絵画展」に参加。日本の創価大学から名誉博士号を授与される。
- 1991年 中華人民共和国国務院から特別表彰。
- 1992年 母校の浙江大学に毛沢東の肖像画を贈る。『敦煌の光彩――常書鴻と池田大作の対談録』が中国社会科学院から出版される。訪日し、創価学会の池田大作名誉会長に大型油絵『チョモランマ峰に登る』を贈る。日本の富士美術館から名誉館長の称号が贈られる。中国の高校海外聯誼会理事に就任。
- 1993年 回顧録『九十春秋――敦煌五十年』が完成。浙江大学出版社からの発刊が決定。
- 1994年 永眠（6月23日）。
- 2004年 4月、常書鴻生誕100周年の祝賀会が敦煌で行われる。日本人女性が記念の献呈曲『敦煌よ永遠に』を贈り、披露された。

## 著書（邦訳）
- 『敦煌の芸術』（土居淑子訳、同朋舎出版、1980年）
- 『敦煌の風鐸』（秋岡家栄訳、学習研究社、1982年）
- 『敦煌と私―石窟芸術とともに生きた40年』（サイマル出版会、1986年）(石坂記念財団講演シリーズ)
- 『敦煌の光彩―美と人生を語る』（共著：池田大作、徳間書店、1990年）
- 『敦煌の守護神　常書鴻自伝』（吉田富夫監訳、岡本洋之介訳、日本放送出版協会、2005年）
- 『新疆の石窟芸術』（岡田陽一訳、科学出版社東京（国書刊行会）、2023年）